# Childrens Online Privacy Protection Act
Childrens Online Privacy Protection Act (groft oversat: Lov til beskyttelse af børns privatliv på internettet), forkortelse COPPA er en amerikansk lov, der sikrer onlineprivatlivet for børn under et alder af tretten.

## Anvendelsesområde
Følgende typer af hjemmesider og tjenester, der udbydes via internettet, bør overholde COPPA loven:
- Websteder og tjenester, der indsamler personlige oplysninger fra de besøgende, såsom navn og adresse, som at dømme efter indholdet og / eller layout, er tilsyneladende rettet specifikt mod børn under et alder af tretten år.

- Websteder og tjenester, der indsamler personlige oplysninger fra besøgende såsom navn og adresse og rettet mod en generelt publikum, der med rimelighed kan antages, at en stor del af de besøgende er børn under et alder af tretten år.